# Tephritopyrgota breviseta
Tephritopyrgota breviseta är en tvåvingeart som beskrevs av Friedrich Georg Hendel 1934. Tephritopyrgota breviseta ingår i släktet Tephritopyrgota och familjen Pyrgotidae.
Artens utbredningsområde är Sudan. Inga underarter finns listade i Catalogue of Life.